# الوناس بن دحمان
 الوناس بن دحمان  (1977 الجزائر) هو لاعب كرة قدم جزائري.

## روابط خارجية
- الوناس بن دحمان على موقع قاعدة بيانات كرة القدم.إي يو (الإنجليزية)
- الوناس بن دحمان على موقع ناشيونال فوتبول تيمز (الإنجليزية)